# Дубовка (Новоград-Волынский район)
Дубовка (укр. Дубівка) — село на Украине, находится в Новоград-Волынском районе Житомирской области. Входит в состав Несолонского сельского совета.
Село известно с 1810 года. До 1960 года называлось Граний-Дуб.
Население по переписи 2001 года составляет 18 человек. Почтовый индекс — 11723. Телефонный код — 4141. Занимает площадь 0,622 км².

## Адрес местного совета
11771, Житомирская область, Новоград-Волынский р-н, с. Несолонь